# سبئوس
سبئوس (به ارمنی: Սեբեոս) اسقف مسیحی و تاریخنگار ارمنی سدهٔ هفتم پس از میلاد بود. تاریخی که او نگاشت از دورهٔ مرزبانی ارمنستان که در آن ارمنستان زیر نظر ایران ساسانی اداره می‌شد، تا چیرگی عربها بر ارمنستان در ۶۶۱ میلادی را دربرمی‌گیرد.

## تاریخ سبئوس
تاریخ سبئوس آگاهی‌هایی دربارهٔ جنگ‌های ایران و روم، لشکرکشی هراکلیوس به ایران و نیز دورهٔ پایانی فرمانروایی ساسانیان و آغاز روزگار چیرگی عرب‌ها بر ایران در بر دارد. این کتاب کهن‌ترین متن غیراسلامی است که در آن نامی از محمد، بنیادگذار اسلام، آمده‌است. اعتبار اثر به آن است که وی از نزدیک شاهد دگرگونی‌ها و رویدادها بوده و کتاب رونویسی یا نقل از منابع دیگر نیست و از این لحاظ یک منبع ناب و دست اول است. این تاریخ‌نگار ارمنی از ارتباط ایران و روم در زمان صلح و همچنین از گسترش اسلام در سرزمین‌های همجوار ایران مانند روم و ارمنستان گزارش‌های دست اولی دارد که در هیچ منبع دیگری نیامده است.
سبئوس کار نگارش کتاب تاریخش را وقتی به پایان رسانده که معاویه خلیفه فرمانروایی نو تاسیس اسلامی بوده است. فاصله بین سالهای ۴۰ تا ۶۰ هجری که نگارش این کتاب در آن بین پایان یافته زمان کوتاهی پس از برآمدن اسلام بوده و در آن زمان هنوز مدت چندانی از فروپاشیدن ایران ساسانی نگذشته بوده است.

### آگاهی‌های یگانهٔ ضبط‌شده در کتاب
سبئوس اشاره کرده است که در ایران ساسانی سرشماری نفوس برگزار می‌شده است. دو دیگر، آن که سبئوس خبرهای متنوعی از روابط بین سرداران یا سپهسالاران ایرانی آورده و چیزهای زیادی دربارهٔ مناسبات آنان با امیران و ناخارارهای ارمنستانی را هم به دست میدهد. این خبرها موجب میشود که اوضاع ایران در برههٔ پایان شاهنشاهی ساسانی درست‌تر درک و فهمیده شود. او همچنین فرجام زندگی یزدگرد سوم را به دست سپاهیانی از ممالک خاور زمین (کوشانیها) ثبت کرده است. این هم نکته‌ای است که با هر آنچه در بیشتر کتابهای تاریخی در این باره ثبت است فرق دارد. دانستهایم که پایان روزگار یزدگرد سوم در آسیابی در مرو رقم خورده است و گزارش این رخداد، با هر شاخ و بالی که در کتابهای مختلف دارد، جز به همین صورت به ثبت نرسیده بود. اینک سبئوس گزارش دیگری دارد. او قتل واپسین پادشاه ساسانی را به دست کسانی از سپاهیان خاورزمینی و به قالب رویدادی نظامی ثبت میکند.
تاریخ سبئوس از حوالی سال ۴۲۸ میلادی آغاز میشود و به روزگار خلافت معاویه پایان مییابد که از ۶۶۰ تا ۶۸۰ میلادی (۴۰ تا ۶۰ هجری) است. در این فاصله به توازی، گزارشهایش از تاریخ ایران را هم از دورهٔ پادشاهی یزدگرد اول میآغازد و کار را با نقل خبرهایی از دورهٔ پادشاهی دیگر شاهنشاهان ساسانی تا به آخرین پادشاه، یزدگرد سوم، پی میگیرد. در انتها نیز اخبار خودش را از سالهای برآمدن اسلام و درگرفتن حملههای عربها به بیرون از عربستان، نقل میکند.

### به فارسی
این کتاب را محمود فاضلی بیرجندی به فارسی برگردانده است.